# Александра Јегдић
Александра Јегдић (Београд, 9. октобар 1994) српска је одбојкашица, која игра на позицији либера. Од 2023. године наступа за немачки Dresdner SC 1898.

## Биографија

### Клупска каријера
Одбојку је почела да игра са девет година. У Србији је играла за Раднички Београд, Колубару Лазаревац и Спартак из Суботице. Учествовала је и на европским куп такмичењима. Од 2018. године је потписала уговор са немачким бундеслигашом СК Потсдам.

### Репрезентација Србије
Уврштена је у састав репрезентације Србије за Светско првенство 2022. године у Пољској и Холандији, на ком је са репрезентацијом изборила финале. У финалу је Србија победила Бразил максималним резултатом 3:0, и тако освојила златну медаљу.

### Приватно
У јуну 2022. године се удала.

## Успеси

### Репрезентативни
- Светско првенство: злато 2022.
- Европско првенство: сребро 2023.